# 加藤隆子
加藤 隆子（かとう たかこ）は、日本の物理学者。専門は、高温プラズマの原子過程の研究、プラズマ原子分子分光学等で、この分野の開拓者。学位は、理学博士（名古屋大学）。自然科学研究機構・核融合科学研究所名誉教授。1992年猿橋賞受賞。岐阜県多治見市出身。

## 経歴
- 1966年 名古屋大学理学部物理学科卒業
- 1972年 名古屋大学理学研究科博士課程修了　「宇宙軟X線のDiffuse成分の分布」
- 1978年 名古屋大学プラズマ研究所助手
- 1990年 同助教授
- 1998年 自然科学研究機構・核融合科学研究所教授